# Биоче
Биоче (на сръбски: Биоче) е село в Черна гора, част от Община Подгорица. Населението на селото през 2003 година е 179 души, предимно етнически сърби.

## Население
- 1948 – 217 жители
- 1953 – 213 жители
- 1961 – 204 жители
- 1971 – 245 жители
- 1981 – 255 жители
- 1991 – 162 жители
- 2003 – 179 жители

### Етнически състав
(2003)
- 112 (62,56 %) – сърби
- 40 (22,34 %) – черногорци
- 1 (0,55 %) – неопределен

|  | Тази страница частично или изцяло представлява превод на страницата „Биоче“ в Уикипедия на сръбски. Оригиналният текст, както и този превод, са защитени от Лиценза „Криейтив Комънс – Признание – Споделяне на споделеното“, а за съдържание, създадено преди юни 2009 година – от Лиценза за свободна документация на ГНУ. Прегледайте историята на редакциите на оригиналната страница, както и на преводната страница, за да видите списъка на съавторите. ВАЖНО: Този шаблон се отнася единствено до авторските права върху съдържанието на статията. Добавянето му не отменя изискването да се посочват конкретни източници на твърденията, които да бъдат благонадеждни. |